# Xã Red Lick, Quận Johnson, Arkansas
Xã Red Lick (tiếng Anh: Red Lick Township) là một xã thuộc quận Johnson, tiểu bang Arkansas, Hoa Kỳ. Năm 2010, dân số của xã này là 1.232 người.